# Северен ледовит океан
Северният ледовит океан, известен още като Арктически океан, е разположен предимно в района, ограничен на север от Северния полярен кръг и наричан Арктика. Той е най-малък сред петте океана, образуващи Световния океан (2,8% от площта му). Някои учени го класифицират като Арктическо средиземно море или едно от континенталните морета на Атлантическия океан. Океанът заема централната част на Арктика – северната полярна област на Земята. По-голямата част от повърхността му е покрита с лед. Сред ледовете в централната част на Северния ледовит океан се намира Северният полюс. Около него през зимата в продължение на месеци слънцето изобщо не изгрява, а през лятото пък в продължение на месеци е непрекъснат ден, защото слънцето изобщо не залязва. През лятото ледовете започват да се топят и се пропукват. От ледената покривка на океана се откъсват огромни ледени блокове. По тях често бродят бели мечки и ловуват почиващи си тюлени. От заледените брегове се откъсват айсберги – ледени блокове като планини. През зимата ледовете се разпростират и свързват островите край бреговете в обширна ледена пустиня. Белите мечки, които бродят сред снега трудно се забелязват заради бялата им козина. Учените изследват океана под ледовете с дълбоководни апарати. Срещат се животните: нарвали, моржове, пръстенчати тюлени, косатки, гребенеста плевробрахия, полярни (райски) рибарски, бели мечки, гренландски тюлен и китове.

## Етимология
Океанът за първи път е отделен като самостоятелен от географа Бернхард Варениус през 1650 г. под името Хиперборейски океан – буквално „Океан на крайния север“ (от старогръцките думи Βορέας – митичен бог на северния вятър, Север; и ὑπερ- („хипер“) – представка, указваща нещо прекомерно). В други източници след него се използват и названията Oceanus Septentrionalis – „Северен океан“ (на латински: Septentrio – север), Oceanus Scythicus – „Скитски океан“ (на латински: Scythae – скити), Oceanes Tartaricus – „Тартарски океан“, Μare Glaciale – „Ледено море“ (на латински: Glacies – лед). В руски карти от 17 – 18 век се употребяват имената Море океан, Море на ледовития океан, Ледовито море, Северен океан, Северно или Ледено море, Ледовит океан, Северно полярно море, а руският мореплавател адмирал Фьодор Литке през 20-те години на 19 век го нарича Северен ледовит океан. В други страни широко се използва названието „Арктически океан“, което е дадено през 1845 г. от Лондонското географско дружество (на английски: Arctic Ocean).
С постановление на ЦИК на СССР от 27 юни 1935 г. е прието името Северен ледовит океан, като съответстваща форма, вече употребявана в Русия в началото на 19 век, и като близко до по-ранните руски названия, откъдето навлиза и в българския език.

## География

### Граници, географски показатели
Северният ледовит океан се простира на север от бреговете на Евразия и Северна Америка, с малки изключения северно от Северната полярна окръжност. Чрез протоците Дейвис, Датски, Фарьоро-Исландски и Фарьоро-Шетлъндски се свързва с Атлантическия океан, а чрез Беринговия – с Тихия океан. Площ 13,1 млн. km2, обем около 17 млн. km3 (по други данни 14,7 млн. km2, обем около 17,6 млн. km3), брегова линия е 45 389 km, средна дълбочина 1225 m, максимална 5527 m.

### Морета, острови, брегове
По периферията му са разположени следните морета и заливи:
- По крайбрежието на Евразия:
  - Норвежко море
  - Баренцово море с Печорско море
  - Бяло море
  - Карско море
  - Море Лаптеви
  - Източносибирско море
  - Чукотско море
- По крайбрежието на Северна Америка:
  - Море Линкълн
  - Гренландско море
  - Море Бофорт
  - Бафиново море
  - Хъдсънов залив

Северният ледовит океан мие бреговете на следните държави:
- Дания ( Гренландия)
- Канада
- Норвегия
- Русия
- САЩ

По количеството на островите си Северния ледовит океан е втори след Тихия океан. С редки изключения те са разположени в континенталния шелф и имат континентален произход. Общата им площ възлиза на около 4 млн. km2. Най-големите острови и архипелази са:
- Канадски арктичен архипелаг
- Бафинова земя, архипелаг
- Гренландия
- Шпицберген, архипелаг
- Земя на Франц Йосиф, архипелаг
- Нова земя, архипелаг
- Северна земя, архипелаг
- Новосибирски острови, архипелаг
- Врангел

Бреговете на океана са разнообразни. Бреговете на Скандинавския полуостров, Исландия и Гренландия са предимно високи, фиордови, бреговете на Баренцово, Бяло и Карско море са най-често абразивни, изрязани с множество заливи, често ниски, равни, на места делтови. Бреговете на море Лаптеви, Източносибирско, Чукотско море и море Бофорт на отделни участъци са делтови, на места лагунни, а бреговете на Канадския арктичен архипелаг са предимно ниски и равни.

### История на формиране на океана
През периода креда (преди 145 – 65 милиона години) протича отделянето на Северна Америка и Европа, както и сближаването на Евразия и Северна Америка. В края на периода започва отделяне по рифтовите зони на Гренландия от Канада и Скандинавския полуостров. По същото време се извършва образуването на Чукотско-Аляскинската планинска нагъната земна форма, в резултат на което се стига до отделянето на днешната Канадска котловина от тихоокеанските падини.
По време на късния палеоцен се извършва отделянето на днешния хребет Ломоносов от Евразия заедно с хребета Хакел. През кайнозойската ера до късния олигоцен продължава отделянето на Евразия и Северна Америка в района на Северния Атлантик и сближаването им в района на Аляска и Чукотка. По това време Гренландия се присъединява към Северноамериканската плоча, а разширяването на океанското дъно между Гренландия, от една страна, и настоящия подводен хребет Ломоносов и Скандинавия, от друга страна, продължава и до днес. Преди около 15 – 13 милиона години започва разширяването на южната част на Гренландско море. В същото време остров Исландия започва да се издига над морското равнище поради обилното изливане на базалтова лава.

### Подводен релеф, геоложки строеж
Северният ледовит океан се дели условно на три големи басейна: Арктически басейн, включващ дълбоководната централна околополюсна част, Северноевропейски басейн (известен и като Евразийски), включващ Гренландско, Норвежко, Баренцово и Бяло море, и моретата, разположени между континенталните острови (Карско море, Море Лаптеви, Източносибирско море, Чукотско море, Море Бофорт и Бафиново море). На дъното на океана има пропадания, дълбоководни равнини, падини и океански басейни. Средната дълбочина е 1130 m, а най-дълбоката точка е 5527 m в котловината Вавсен.
Голяма част от релефа на дъното на Северния ледовит океан заема шелфа (над 45% от дъното на океана, максимална ширина до 1300 m) и подводните покрайнини на континентите (до 70% от площта на дъното). Именно с това се обяснява малката средна дълбочина на океана – около 40% от площта му има дълбочина под 200 m. Северният ледовит океан е заобиколен от частично продължаващите под водите му континентални тектонски структури: Северноамериканската платформа; Исландско-Фарьорският праг на каледонската Евразийската платформа; Източновропейската платформа с Балтийския щит и лежащата почти напълно под водата платформа на Баренцово море; планинската система Урал – Нова Земя; Западносибирската платформа и Хатангската деформация; Сибирската платформа; Горночукотската нагънатост.

#### Североевропейски басейн
Основата на релефа на дъното на Североевропейския басейн представлява системата на Средноокеанския хребет, явяващ се продължение на Средноатлантическия хребет. На продължението на хребета Рейкянес се намира рифтовата зона на остров Исландия. Тази рифтова зона се характеризира с активен вулканизъм и интензивна хидротермална дейност. На север в океана, тя продължава с рифтовия хребет Колбейнсей с добре изразени рифтови долини и пресичащи хребета напречни разломи. При 72° с.ш. хребетът е пресечен от голямата разломна зона Ян Майен. Поради тези разломи, северната част на хребета се е изместила с няколкостотин километра на изток. Изместеният сегмент на средноокеанския хребет се простира по географска ширина и носи името хребет Мона. Хребетът запазва североизточната си посока до пресичането на 74°с.ш., след което посоката му се изменя на меридионална под името хребет Книпович. Западната му част представлява висок монолитен гребен, а източна част е относително ниска и се слива с континенталното подножие, под чиито отлагания е скрита в значителна степен.
От остров Ян Майен на юг до Фарьорско-Исландския праг се простира Ян Майенския хребет, който е древен средноокеански хребет. Дъното на котловините, образувани между него и хребет Колбейнсей, е образувано от изливане на базалтови лави, поради което повърхността на дъното е равна и издигната над прилежащото от изток дъно на океана, и образува подводното Исландско плато. Елементи на подводните покрайнини на Европейския субконтинент покрай бреговете на Скандинавския полуостров са изнесеното далеч на запад плато Уоринг. То разделя Норвежко море на две котловини – Норвежка и Лофотенска с максимални дълбочини до 3970 m. Дъното на Норвежката котловина има хълмист и нископланински релеф. Котловината е разделена на две части от Норвежкия хребет – верига от ниски планини, простираща се от Фарьорските острови до платото Уоринг. На запад от средноокеанския хребет е разположена Гренландската котловина, в която преобладават плоски абисални равнини. Максималната дълбочина на Гренландско море, едновременно и максимална дълбочина на Северния ледовит океан, е 5527 m.
На подводните континентални покрайнини е разпространена земна кора от континентален тип с доста близки до повърхността скални фундаменти в пределите на шелфа (в Сибир). За релефа на дъното на гренландския и норвежкия шелф са характерни екзарационните форми на ледниковия релеф.

#### Канадски басейн
Голяма част от Канадския басейн е съставен от протоците на Канадския арктически архипелаг, които също така носят името Северозападен проход. Дъното на повечето протоци е дълбоко, като максималните дълбочини превишават 500 m. Релефът на дъното се характеризира с повсеместно разпространение на реликтов ледников релеф и висока сложност на очертанията на островите и протоците на архипелага. Това свидетелства за тектонската предопределеност на релефа, както и неотдавнашното заледяване в тази част на дъното на океана. На много острови от архипелага и сега обширни площи са заети от ледници. Ширината на шелфа е 50 – 90 km, по други източници – до 200 km.
Ледниковите форми на релефа са характерни за дъното на Хъдсъновия залив, който, за разлика от протоците, е изцяло плитководен. Най-голяма дълбочина има морето Бафин е 2414 m. То заема голяма и дълбока котловина с ясно изразени континентални склонове и широк шелф, голяма част от който лежи под 500 m. За шелфа са характерни залетите ледникови земни форми. Дъното е покрито с теригенни наслаги с голямо участие на айсбергов материал.

#### Арктически басейн
Основната част на Северния ледовит океана е Арктическия басейн. Повече от половината част на басейна е заета от шелф, чиято ширина е от 450 до 1700 km, средно – 800 km. По имената на пограничните арктически морета, той се дели на Баренцов, Карски, Лаптеви и Източносибирско-Чукотски.
Баренцовоморският шелф в структурно-геологично отношение представлява докамбрийска платформа с плътен слой седиментни скали от палеозоя и мезозоя. Дълбочината му е 100 – 350 m. На границите на Баренцово море дъното е образувано от древни нагънати форми с различна възраст (край Колския полуостров и на северозапад от Шпицберген – архайско-протерозойски, край бреговете на Нова Земя – херцински и каледонски). Най-значимите падини и котловини в морето са: Медвежинската падина на запад, падините Франц – Виктория и Света Ана на север и Самойлович в централната част. Най-високите възвишения са Медвежинското плато, Нордкинската и Демидовската плитчини, Централното плато, възвишенията Персей и Адмиралтейство. За дъното на Баренцово море е характерна гъста разчлененост на залетите от морето ледникови и речни долини.
Дъното на Бяло море в северната и западната му части е образувано от Балтийския щит, а в източната – от Руската платформа. Южната част от шелфа на Карско море в основната си част е продължение на Западносибирската херцинска платформа. В северната част, шелфа е пресечен от потопения край на Урало – Новоземелския мегантиклинорий, чиято структура продължава на север от Таймир и архипелага Северна Земя. Северно от шелфа се намират Новоземеската падина, падината Воронин и Централнокарското възвишение. Дъното на Карско море е пресечено от отчетливо изразените продължения на долините на Об и Енисей. Близо до Нова Земя, Северна Земя и Таймир, по дъното са разпространени екзарационни и акумулативни реликтови ледникови форми на релефа. Дълбочината на шелфа средно е 100 m. Преобладаващият тип релеф на шелфа в море Лаптеви, с дълбочина 10 – 40 m, e морска акумулативна равнина, простираща се край брега, а в отделни плитчини – абразивно-акумулативни равнини. Този равнинен релеф продължава и на дъното на Източносибирско море. На места по дъното на морето (около Новосибирските острови и на северозапад от Мечите острови) има ясно изразен хребетен релеф. На дъното на Чукотско море преобладават потопените денудационни равнини. Южната част на морето представлява дълбока структурна падина, запълнена с насипни седименти и мезокайнозойски ефузиви.. Дълбочината на шелфа в Чукотско море е 20 – 60 m.
Континенталният склон на Арктическия басейн е разделен от големи широки подводни каньони. Конусите на утаечните течения образуват акумулативен шелф – континенталното подножие. Голям такъв конус образува подводния каньон Маккензи в южната част на Канадската котловина. Абисалната част на Арктическия басейн е заета от средноокеанския хребет Хакел и дъното на океана. Хребетът Хакел (на 2500 m под нивото на океана) започва от долината на Лена, после се простира паралелно на Евразийската подводна граница и се доближава в непосредствена близост до континенталния склон в море Лаптеви. Покрай рифтовата зона на хребета има множество земетръсни епицентрове. От подводната граница на Северна Гренландия до материковия склон на море Лаптеви се простира хребета Ломоносов – монолитна планинска система във вид на плътен вал на дълбочина 850 – 1600 m под морското равнище. Под хребета Ломоносов има земна кора от континентален тип. От подводните покрайнини на Източносибирско море, на север от остров Врангел до остров Елсмир в Канадския архипелаг се простира хребета Менделеев (1200 – 1600 m под морското ниво). Той има неясна структура и се състои от скали, типични за океанската кора. В Арктическия басейн също така има две гранични плата – Ермак на север от Шпицберген и Чукотско на север от Чукотско море. Двете са образувани от земна кора от континентален тип.
Между подводната част на Евразия и хребета Хакел лежи котловината Нансен с максимална дълбочина 3975 m. Нейното дъно е заето от плоски абисални равнини. Между хребетите Хакел и Ломоносов е разположена котловината Амундсен. Дъното ѝ представлява обширна плоска абисална равнина с максимална дълбочина 4485 m. В нея се намира Северния полюс. Между хребетите Ломоносов и Менделеев е разположена котловината Макаров с максимална дълбочина над 4510 m. Южната, относително плитководна (с максимална дълбочина 2793 m) част на котловината е обособена отделно и е известна като Котловината на подводничарите. Дъното на котловината Макаров е образувано от плоски и вълнообразни абисални равнини, докато дъното на Котловината на подводничарите е скосена акумулативна равнина. Канадската котловина, разположена на юг от хребета Менделеев и на изток от Чукотското плато, е най-голямата по площ котловина с максимална дълбочина 3909 m. Нейното дъно е основно плоска абисална равнина. Под всички котловини, земната кора няма гранитен слой. Дебелината на кората тук е до 10 km за сметка на значителното увеличение на дебелината на утаечния слой.
Дънните отлагания в Арктическия басейн са изключително от теригенен произход. Преобладават утайки с фина текстура. На южния край на Баренцово море и в крайбрежната полоса на Бяло и Карско море има много пясъчни отлагания. Широко разпространени са желязно – мангановите конкреции – предимно в шелфа на Баренцово и Карско море. Дебелината на дънните отлагания в Северния ледовит океан достига 2 – 3 km в американската част и 6 km в евразийската част, което обяснява голямото наличие на плоски абисални равнини. Голямата дебелина на дънните отлагания се определя от количеството постъпващ в океана утаечен материал – ежегодно около 2 млрд.т. или около 8% от общото количество, постъпващо в Световния океан.

### Климат
Характерните особености на климата се определят от разположението на Северния ледовит океан във високите ширини, обуславящи отрицателния му радиационен баланс. Важна роля за формирането на климата играят топлите Североатлантическо и Тихоокеанско течения. Техният принос на топлина в океана съставлява около 60% от преноса на топлина в атмосферата. През зимните месеци (януари-април) над Арктичния басейн се разполага Арктичния антициклон (максимум). Циклоните от Атлантика преместващи се на север през Бафиново и Гренландско море и на изток през Норвежко, Баренцово и Карско море често достигат до приполюсния район. Лятото е устойчиво, но в сравнение със зимата е слабо изразено, като антициклони през този сезон се наблюдават в Арктическия басейн на север от Аляска и Чукотско море и над Гренландия. Циклоналната дейност развиваща се основно над Северна Канада и Сибир се разпространява и над прилежащите райони над океана. Над Североевропейския басейн целогодишно господства Исландския минимум, а над Гренландия – Гренландския максимум. Поради това в западната част на Североевропейския басейн преобладават северните и северозападните ветрове, обуславящи суровия арктически климат, а в източната му част – предимно южните и югозападните ветрове. Вследствие на това, а също и под влияние на топлото Норвежко течение, тук климатът е значително по-мек. През Североевропейския басейн преминават голямо количество дълбоки циклони, предизвикващи резки промени на времето, обилни валежи и мъгли. През есента и особено през зимата силното морско вълнение, голямата влажност и ниските температури на въздуха често довеждат до обилно обледеняване на корабите и създават опасност за корабоплаването. Ветровият режим е неустойчив (средна скорост на вятъра 4 – 6 m/s), но силни ветрове (над 15 m/s) са рядко явление. В крайбрежните райони е ясно изразен сезонния (мусонен) ход на направлението на вятъра, като неговата скорост и числото дни с щормови ветрове значително нараства особено през зимата. Средната температура на въздуха през зимата в различните райони на океана се колебае от –2 °С до -40 °С, а през лятото от 0 °С до 6 °С. През лятото дните с облачно време достигат 90%, а през зимата 50%. Атмосферните валежи са предимно от сняг, като дъждове премесени със сняг се случват рядко. Годишната сума на валежите в Арктическия басейн не превишава 150 mm, а в Североизточния басейн – 250 – 300 mm. Дебелината на снежната покривка е малка, а нейното разпределение е крайно неравномерно е през лятото тя почти повсеместно се разтопява.

### Флора и фауна
Растителният и животинският свят в Северния ледовит океан по богатство и разнообразие рязко се различава в по-топлите и по-студените части. Дънните водорасли, в т.ч. имащите промишлено значение (ламинарии, фукуси и др.) в голямо количество са разпространени в районите с по-топли води – край бреговете на Исландия, Норвегия, Колския полуостров и Бяло море. В студените води на Арктическия басейн флората е значително по-бедна, тъй като ледовете препятстват развитието на живот в литоралната област. Въпреки това в целия океан фитопланктона (основно диатомов) интензивно се развива, в т.ч. и сред ледовете на Централна Арктика.
Животинският свят е по-разнообразен в Североевропейския басейн, където е представен от над 2000 вида животни, включвайки китове (ивичест и гренландски) и голямо количество риби – селда, треска, морски костур и др.). Сред бозайниците преобладават бяла мечка, морж, тюлен, нарвал, белуга и др. Висовият състав на рибите е беден, но като количество много голям (преобладават полярна треска, навага, сайка и др.). Като цяло плътността на биомасата от Атлантика към полюса намалява 5 – 10 пъти.

## Хидроложки режим

### Ледена покривка
По-голямата част от Северния ледовит океан е покрита с ледена шапка, която сезонно мени обхвата и дебелината си. Средният обхват на ледената покривка, съставена основно от замръзнала морска вода, е намалял от около 12 хил. km2 през 1980 г. до 10 хил. km2 през 2010 г. със сезонни изменения от 9 хил. km2. Максималният обхват е през април, а минималният – през септември. Ледът се разпада от вятъра и океанските течения, които могат да местят и въртят големи ледени парчета. В областите, където ледът се събира и се получава паков лед, налягането се увеличава. Обхватът и дебелината на ледената покривка, тоест обема на леда, са намалели през последните десетилетия.

### Циркулация на повърхностните води
Постоянната ледена покривка изолира повърхността на океана от непосредственото въздействие на слънчевата радиация и атмосферата. Важен хидрологичен фактор, влияещ на циркулацията на повърхностните води, е мощния приток на атлантически води в Северния ледовит океан. Неговото топло Североатлантическо течение определя разпределението на теченията в Североевропейския басейн и в Баренцово, отчасти и в Карско море. На циркулацията на водите в Арктика значително влияние оказва и притока на тихоокеански, речни и глетчерни води. Балансът на водите се изравнява, преди всичко, за сметка на оттока в североизточната част на Атлантическия океан. Това е и основното повърхностно течение в Северния ледовит океан. По-малка част от водите се оттича от океана в Атлантика през протоците на Канадския арктически архипелаг.
| Приход                                                                                           | Количество води в хил.km³ на година | Разход                                                                                          | Количество води в хил.km³ на година |
| ------------------------------------------------------------------------------------------------ | ----------------------------------- | ----------------------------------------------------------------------------------------------- | ----------------------------------- |
| От Атлантическия океан през протоците: Дейвис, Датски, Фарьорско-Исландски, Фарьорско-Шетландски | 225                                 | В Атлантическия океан през протоците: Дейвис, Датски, Фарьорско-Исландски, Фарьорско-Шетландски | 260                                 |
| От Тихия океан през Берингов проток                                                              | 30                                  | Изпарение                                                                                       | 3                                   |
| Валежи                                                                                           | 5                                   | Ледове                                                                                          | 2                                   |
| Речен приток                                                                                     | 5                                   |                                                                                                 |                                     |
| Всичко                                                                                           | 265                                 | Всичко                                                                                          | 265                                 |

## Мореплаване
В течение на 3 до 5 месеца Северният ледовит океан може да се използва за морски транспорт, който покрай Русия се прави по Североизточния морски път, а покрай САЩ и Канада – по Северозападния морски път. По-важни пристанища са:
- САЩ
  - Бароу
  - Прудоу Бей[11]
- Канада
  - Чърчил
  - Инувик
  - Нанисивик[15]
  - Туктояктук
- Норвегия
  - Лонгирбюен
  - Хиркенес
  - Вадьо
- Русия
  - Мурманск[11]
  - Архангелск
  - Лабитнанги/Салехард
  - Дудинка
  - Игарка
  - Диксон
  - Тикси
  - Певек

## История на изследването на Арктика